# Eger Heroes 2024
Questa voce raccoglie le informazioni riguardanti gli Eger Heroes nelle competizioni ufficiali della stagione 2024.

## Divízió II 2024

### Stagione regolare
| Eger 13 aprile 2024, ore 15:00 1ª giornata | Eger Heroes | 36 – 0 | Győr Sharks 2 | Eszterházy Károly Katolikus Egyetem DELTA épület |

| Eger 18 maggio 2024, ore 15:00 4ª giornata | Eger Heroes | 12 – 20 | DEAC Gladiators | Eszterházy Károly Katolikus Egyetem DELTA épület |

| Eger 1º giugno 2024, ore 14:00 5ª giornata | Eger Heroes | 44 – 7 | Cassovia Steelers | Eszterházy Károly Katolikus Egyetem DELTA épület |

| 16 giugno 2024 6ª giornata | Budapest Wolves 2 | 0 – 20 (a tavolino) | Eger Heroes |  |

| 30 giugno 2024 8ª giornata | Pécs Legioners | 44 – 8 | Eger Heroes |  |

### Playoff
| 14 luglio 2024 Semifinale | Pécs Legioners | 6 – 7 (6-0 0-0 0-0 0-7) | Eger Heroes |  |

| Debrecen 27 luglio 2024, ore 16:00 Duna Bowl | DEAC Gladiators | 38 – 7 (12-0 8-0 18-0 0-7) | Eger Heroes | Gyulai István Atlétikai Stadion |

## Statistiche di squadra
| Competizione      | %Vittorie | In casa | In casa | In casa | In casa | In casa | In casa | In trasferta | In trasferta | In trasferta | In trasferta | In trasferta | In trasferta | Totale | Totale | Totale | Totale | Totale | Totale |
| Competizione      | %Vittorie | G       | V       | N       | P       | Pf      | Ps      | G            | V            | N            | P            | Pf           | Ps           | G      | V      | N      | P      | Pf     | Ps     |
| ----------------- | --------- | ------- | ------- | ------- | ------- | ------- | ------- | ------------ | ------------ | ------------ | ------------ | ------------ | ------------ | ------ | ------ | ------ | ------ | ------ | ------ |
| Stagione regolare | .600      | 3       | 2       | 0       | 1       | 92      | 27      | 2            | 1            | 0            | 1            | 28           | 44           | 5      | 3      | 0      | 2      | 120    | 71     |
| Playoff           | .500      | 0       | 0       | 0       | 0       | 0       | 0       | 2            | 1            | 0            | 1            | 14           | 44           | 2      | 1      | 0      | 1      | 14     | 44     |
| Totale            | .571      | 3       | 2       | 0       | 1       | 92      | 27      | 4            | 2            | 0            | 2            | 42           | 88           | 7      | 4      | 0      | 3      | 134    | 115    |